# スティーブン・ルアトゥア
スティーブン・ルアトゥア（Steve Luatua、1991年4月29日 - ）は、プレミアシップのブリストル・ベアーズに所属するラグビーユニオン選手。

## プロフィール
- ニュージーランド・オークランド出身[1]。
- ポジションはロック(LO)、フランカー(FL)。
- 身長 198cm、体重 114kg
- U20サモア代表・U20ニュージーランド代表共に選ばれたことがある[2]。
- ニュージーランド代表通算キャップ数は15。
- サモア代表キャップは4(2024年10月現在）でワールドカップ2023のサモア代表に選ばれた[3]。

## 略歴
オークランド、ブルーズを経て、2017年、ブリストル・ベアーズに加入。